# Jakob von Weber
Jakob Weber, später von Weber (* 7. Juni 1630 in Schwyz; † 9. August 1697 ebenda) war ein Schweizer Arzt und Politiker.

## Leben
Weber stammte aus der alten Schwyzer Landleutefamilie Weber. Er absolvierte ein Medizinstudium an der Universität Bologna. Dort wurde er zum Dr. med. promoviert. Weber kehrte in seine Heimat zurück, in der er sich schnell zu einem beliebten Arzt und Bürger entwickelt haben soll, der bereits jung die ersten politischen Ämter übernahm. Ab 1670 war er Landesstatthalter sowie regelmässig Tagsatzungsgesandter. Daneben war er in den Jahren 1680 bis 1682 und 1684 bis 1686 sowie 1692 bis 1694 Schwyzer Landammann.
Weber wurde 1680 Ehrengesandter nach Turin geschickt, zur Erneuerung des Bundesschwurs der katholischen Orte mit Savoyen. Ausserdem war er 1681 Angehöriger der eidgenössischen Ehrendelegation. die in Ensisheim den französischen König Ludwig XIV. begrüsst hat. Ausserdem war er wohl Träger des Ritterkreuzeses des Ritterordens der hl. Mauritius und Lazarus. Weber wurde in den Ritterstand erhoben.
Weber hatte in zwei Ehen insgesamt 15 Kinder, darunter der Arzt und Politiker Franz Xaver von Weber, der Kapuzinerpater und apostolische Präfekt Apollinaris von Weber und der Prinzenerzieher Dominik Benedikt von Weber.